# Emanuele Guttadauro
Emanuele Guttadauro (Terranova di Sicilia, 8 marzo 1889 – Teruel, 21 luglio 1938) è stato un militare italiano, decorato di medaglia d'oro al valor militare alla memoria nel corso della guerra di Spagna.

## Biografia
Nacque a  Terranova di Sicilia, provincia di Caltanissetta, l'8 marzo 1889, figlio di Croce e Concetta Bertino. Frequentò l'Istituto tecnico di Palermo, diplomandosi  ragioniere nel 1916. Fu arruolato nel Regio Esercito nel 1917, assegnato al corpo dei bersaglieri. Prestò servizio dapprima nel 18º Reggimento bersaglieri, e poi nel 3º, e fu ferito per ben due volte, l'ultima mentre era di pattuglia sul Col del Rosso. Alla fine della guerra aveva il grado di tenente di complemento, e fu inviato a frequentare il corso per studenti universitari. Conseguì la laurea in scienze economiche e commerciali presso l'Istituto Superiore Cà Foscari di Venezia. Messo in congedo, ritornò in Sicilia andando a lavorare come funzionario presso il Banco di Sicilia, divenendo in poco tempo direttore della filiale di Marsala. Il 22 aprile 1938 lasciò la moglie e quattro figlie  partendo volontario per andare a combattere nella guerra di Spagna, assegnato in forza al 1º Reggimento della Brigata "Frecce Azzurre" del Corpo Truppe Volontarie, assumendo il comando della 1ª Compagnia del I Battaglione. Rimasto gravemente ferito sul fronte di Teruel, fu sottoposto ad un delicato intervento chirurgico, ma decedeva il 21 luglio presso un ospedale da campo. La salma fu successivamente tumulata nel cimitero di Barracas.
Per onorarne il coraggio il 25 maggio 1939 fu decretata la concessione della medaglia d'oro al valor militare alla memoria.

### Fonti
1. ↑  Gruppo Medaglie d'Oro al Valor Militare 1965, p. 322.
2. 1 2 3  Combattenti Liberazione.
3. 1 2 3 4 5 6 7  Gela Beni Culturali.
4. ↑   Bollettino ufficiale delle nomine, promozioni e destinazioni negli ufficiali e sottufficiali del R. esercito italiano e nel personale dell'amministrazione militare, 1939,  p. 6477. URL consultato il 27 febbraio 2020.
5. ↑  Sito web del Quirinale: dettaglio decorato.
6. ↑  Registrato alla Corte dei conti lì 4 maggio 1939, guerra registro 17, foglio 329.